# Vertice delle Americhe
Il Vertice delle Americhe (in inglese: Summit of the Americas, in spagnolo: Cumbre de las Américas, in portoghese: Cúpula das Américas, in francese: Sommet des Amériques) sono incontri dei Capi di stato e di governo dei 35 Stati aderenti all'Organizzazione degli Stati americani (OAS) che si tengono al 1994 a intervalli di tempo irregolari per discutere questioni politiche condivise, affermare valori comuni e impegnarsi in azioni concertate a livello nazionale e regionale per affrontare le sfide presenti e future del continente. L'argomento più importante del processo del vertice fino al 2005 è stato il tentativo di costituire la Zona di libero scambio delle Americhe.

## Paesi membri dell'OAS
- Antigua e Barbuda
- Argentina
- Bahamas
- Barbados
- Belize
- Bolivia
- Brasile
- Canada
- Cile
- Colombia
- Costa Rica
- Cuba¹
- Dominica
- Rep. Dominicana
- Ecuador
- El Salvador
- Giamaica
- Grenada
- Guatemala
- Guyana
- Haiti
- Honduras
- Messico
- Nicaragua
- Panama
- Paraguay
- Perù
- Saint Kitts e Nevis
- Saint Lucia
- Saint Vincent e Grenadine
- Stati Uniti
- Suriname
- Trinidad e Tobago
- Uruguay
- Venezuela

Paesi membri dell'Organizzazione degli Stati americani

¹ Cuba è stata esclusa dall'Organizzazione degli Stati americani dal 1962 al 2009 e autosospesa sino al 2015

## Elenco dei vertici
| Vertice       | Date               | Paese ospitante   | Città ospitante     | Leader ospitante            | Note   |
| ------------- | ------------------ | ----------------- | ------------------- | --------------------------- | ------ |
| 1º            | 9-11 dicembre 1994 | Stati Uniti       | Miami               | Bill Clinton                | [ 4 ]  |
| 2º            | 18-19 aprile 1998  | Cile              | Santiago del Cile   | Eduardo Frei Ruiz-Tagle     | [ 5 ]  |
| 3º            | 20-22 aprile 2001  | Canada            | Quebec              | Jean Chrétien               | [ 6 ]  |
| Straordinario | 12-13 gennaio 2004 | Messico           | Monterrey           | Vicente Fox                 | [ 7 ]  |
| 4º            | 4-5 novembre 2005  | Argentina         | Mar del Plata       | Néstor Kirchner             | [ 8 ]  |
| 5º            | 17-19 aprile 2009  | Trinidad e Tobago | Port of Spain       | Patrick Manning             | [ 9 ]  |
| 6º            | 14-15 aprile 2012  | Colombia          | Cartagena de Indias | Juan Manuel Santos Calderón | [ 10 ] |
| 7º            | 10-11 aprile 2015  | Panama            | Panama              | Juan Carlos Varela          | [ 11 ] |
| 8º            | 13-14 aprile 2018  | Perù              | Lima                | Martín Vizcarra             | [ 12 ] |
| 9º            | 6-10 giugno 2022   | Stati Uniti       | Los Angeles         | Joe Biden                   | [ 13 ] |

## 9º vertice del 2022

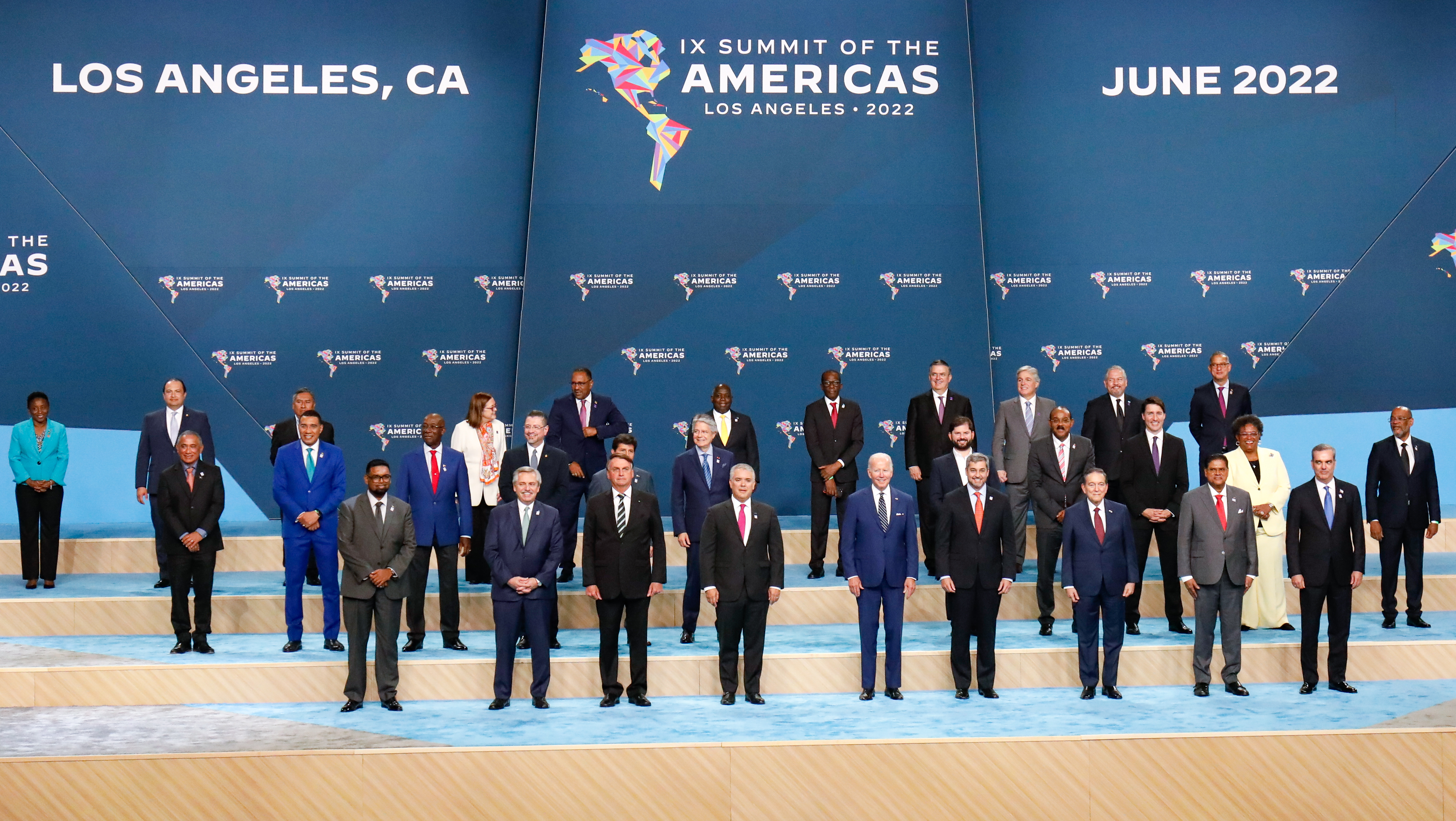
Foto ufficiale, 10 giugno 2022

Il 9º vertice delle Americhe si è tenuto a Los Angeles tra il 6 e il 10 giugno 2022 con il motto «Costruire un futuro sostenibile, resiliente ed equo».

### Partecipanti
Il Governo degli Stati Uniti, in quanto paese organizzatore, ha deciso di non invitare i rappresentanti di Cuba, Nicaragua e Venezuela per il mancato rispetto dei diritti umani e l'assenza di democrazia nei tre paesi.
In dissenso con le esclusioni decise dagli Stati Uniti, il presidente del Messico Andrés Manuel López Obrador ha disertato il vertice delegando il ministro degli esteri Marcelo Ebrard, la presidente dell'Honduras Xiomara Castro ha delegato il ministro degli esteri Eduardo Enrique Reina, il presidente della Bolivia Luis Arce ha delegato il ministro degli esteri Rogelio Mayta. Per gli stessi motivi anche il primo ministro Ralph Gonsalves ha comunicato che lo stato di Saint Vincent e Grenadine non avrebbe partecipato al vertice mentre il presidente dell'Uruguay Luis Alberto Lacalle Pou ha rinunciato perché positivo al COVID-19. 
Il presidente del Guatemala Alejandro Giammattei ha rinunciato in polemica con le accuse di corruzione rivolte dalla Casa Bianca nei confronti della procuratrice generale Consuelo Porras.
La Spagna è stata invitata in qualità di osservatore, rappresentata da Pilar Cancela, viceministro per la Cooperazione internazionale.

### Dichiarazione di Los Angeles
Al termine dei lavori è stata presentata la "Dichiarazione di Los Angeles sulla migrazione e la protezione", sottoscritta da 20 paesi partecipanti al Vertice.
La Dichiarazione di Los Angeles è basata su alcuni capisaldi:
- Promuovere stabilità e assistenza per le comunità di destinazione, origine, transito e ritorno. Affrontare la crisi migratoria senza precedenti nella regione richiede di ripensare il modo in cui consideriamo il finanziamento multilaterale dello sviluppo e come gestiamo le tensioni nelle nostre economie. A livello globale, le istituzioni finanziarie internazionali e gli aiuti allo sviluppo hanno preso di mira i paesi poveri e a basso reddito, designazioni che non sono più valide per la maggior parte dell'America Latina e dei Caraibi. La necessità di stabilizzazione e sostegno economico sono particolarmente importanti nei paesi che ospitano gli oltre sei milioni di rifugiati e migranti.
- Promuovere percorsi regolari di migrazione e protezione internazionale. Per affrontare in modo umano la migrazione irregolare nelle Americhe, è essenziale ampliare le vie legali per offrire protezione e opportunità. L'obiettivo è cambiare il modo in cui le persone migrano. I paesi della regione hanno collegato strategicamente i programmi di percorsi legali prioritari con le principali ragioni della migrazione: lavoro, protezione e ricongiungimento familiare.
- Promuovere una gestione umana della migrazione. La protezione delle frontiere con politiche e pratiche di gestione delle frontiere umane è essenziale per ridurre la migrazione irregolare e gestire in modo collaborativo la migrazione in tutto l'emisfero. L'attenzione dovrebbe concentrarsi: gestione umana delle frontiere; rimpatrio dei migranti privi di esigenze di protezione o di altra base giuridica per il soggiorno; agevolazione dei rimpatri nei paesi di origine o di più recente residenza; sostegno ai rimpatri volontari assistiti; rafforzare lo scambio di informazioni e la cooperazione bilaterale e regionale in materia di applicazione della legge per combattere il traffico di migranti e la tratta di esseri umani.
- Promuovere una risposta coordinata alle emergenze.
- Approccio comune per ridurre e gestire la migrazione irregolare.

Di fatto i paesi firmatari assumono degli impegni:
- il Belize regolarizzerà i migranti dall'America Centrale e dai Caraibi;
- la Colombia regolarizzerà 1,5 milioni di rifugiati venezuelani entro la fine del 2022;
- la Costa Rica darà protezione temporanea a migranti da Venezuela, Nicaragua e Cuba;
- l'Ecuador regolarizzerà i rifugiati venezuelani;
- il Canada prevede di accogliere nel 2022 oltre 50 000 braccianti provenienti da Messico, Guatemala e Caraibi; offrirà opportunità di lavoro a migranti francofoni come gli haitiani;
- gli Stati Uniti finanzieranno per 25 milioni di dollari il Global Concessional Financing Facility della Banca Mondiale; USAID e Bureau of Population, Refugees, and Migration (PRM) impegneranno 314 milioni di dollari a favore dei rifugiati e dei migranti vulnerabili dell Americhe; forniranno 65 milioni di dollari di sostegni agli agricoltori statunitensi per assumere braccianti stagionali; rilasceranno 11 500 visti stagionali per lavoratori non agricoli a cittadini dei paesi centroamericani e haitiani; riprenderanno il programma di ricongiungimento delle famiglie cubane; il Dipartimento della sicurezza interna degli Stati Uniti d'America potenzierà il contrasto al traffico di migranti.

La Spagna, che ha partecipato al Vertice in qualità di osservatore, prende l'impegno di raddoppiare il numero di lavoratori honduregni.